# Song of the Bandits
Song of the Bandits (koreanischer Originaltitel: 도적: 칼의 소리) ist eine südkoreanische Serie, die von Studio Dragon, Urban Works Media und Baram Pictures für Netflix umgesetzt wurde. Die Serie wurde am 22. September 2023 weltweit auf Netflix veröffentlicht.

## Handlung
Angesiedelt in den 1920er Jahren, während der ereignisreichen Kolonialherrschaft Japans über Korea, zieht es Menschen aus Joseon, unter ihnen Geflüchtete und Vertriebene, aus den verschiedensten Gründen nach Gando, einer Region im chinesisch-koreanischen Grenzgebiet im Nordosten Chinas, in der Gesetzlosigkeit regiert und sich ein Zusammenschluss zahlreicher Akteure formiert hat, die für ihr Heimatland und ihre Liebsten zu kämpfen gedenken und nicht einmal vor dem Tod zurückschrecken. Zu ihnen zählt eine Bande von Banditen, die im Laufe ihres Wirkens mit den unterschiedlichsten Interessengruppen und Personen und deren Motivationen und Zielen konfrontiert werden, darunter japanische Truppen, Mitglieder der koreanischen Unabhängigkeitsarmee, Auftragsmörder sowie Migranten aus Joseon, und dabei in verschiedene Geschehnisse und Komplotte verwickelt werden.

## Besetzung und Synchronisation
Die deutschsprachige Synchronisation entstand nach den Dialogbüchern sowie unter der Dialogregie von Maximilian Hoffmann durch die Synchronfirma VSI Synchron in Berlin.

### Hauptdarsteller
| Rolle           | Schauspieler  | Synchronsprecher  |
| --------------- | ------------- | ----------------- |
| Lee Yoon        | Kim Nam-gil   | Jan Makino        |
| Nam Hee-shin    | Seohyun       | Marieke Oeffinger |
| Choi Choong-soo | Yoo Jae-myung | Peter Flechtner   |
| Lee Gwang-il    | Lee Hyun-wook | Florian Clyde     |
| Eon-nyeoni      | Lee Ho-jung   | Samina König      |

### Nebendarsteller
| Rolle         | Schauspieler  | Synchronsprecher   |
| ------------- | ------------- | ------------------ |
| Kim Seon-bok  | Cha Chung-hwa | Daniela Hoffmann   |
| Kang San-gun  | Kim Do-yoon   | Tobias Nath        |
| Choraeng-yi   | Lee Jae-kyoon | Jannik Endemann    |
| Lee Sang-guk  | Kim Jong-tae  | Peter Sura         |
| Ooka          | Jung Moo-sung | Bastian Sierich    |
| Jang Ki-ryong | Han Kyu-won   | Stefan Bergel      |
| Yamada        | Kim In-woo    | Gerrit Hamann      |
| Kimura        | Kim Seol-jin  | Tim Moeseritz      |
| Han Tae-ju    | Ko Kyu-pil    | Konrad Bösherz     |
| Ishida        | Park Sang-won | Sebastian Kluckert |
| Byeong-pal    | Kang Shin-ha  | Sven Gerhardt      |
| Hashimoto     | Song Hoon     | Johannes Raspe     |
| Katayama      |               | Alexander Doering  |

### Gastdarsteller
| Rolle          | Schauspieler   | Synchronsprecher |
| -------------- | -------------- | ---------------- |
| Park Chun-ho   | Jang Myung-kap | Bernhard Völger  |
| Kawaguchi      | Ko Seok-jin    | Marco Kröger     |
| Minami         | Jin Hyun-kwang | Matti Klemm      |
| Sugiyama       | Cha Jung-hwan  | Jonas Frenz      |
| Hwang Sam-deok | Jung In-gi     | Erich Räuker     |

## Episodenliste
| Nr.                                                                            | Deutscher Titel | Originaltitel |
| ------------------------------------------------------------------------------ | --------------- | ------------- |
| 1                                                                              | Folge 1         | 1화           |
| 2                                                                              | Folge 2         | 2화           |
| 3                                                                              | Folge 3         | 3화           |
| 4                                                                              | Folge 4         | 4화           |
| 5                                                                              | Folge 5         | 5화           |
| 6                                                                              | Folge 6         | 6화           |
| 7                                                                              | Folge 7         | 7화           |
| 8                                                                              | Folge 8         | 8화           |
| 9                                                                              | Folge 9         | 9화           |
| Am 22. September 2023 wurden alle Folgen der Serie bei Netflix veröffentlicht. |                 |               |